# 길드홀 음악 연극 학교

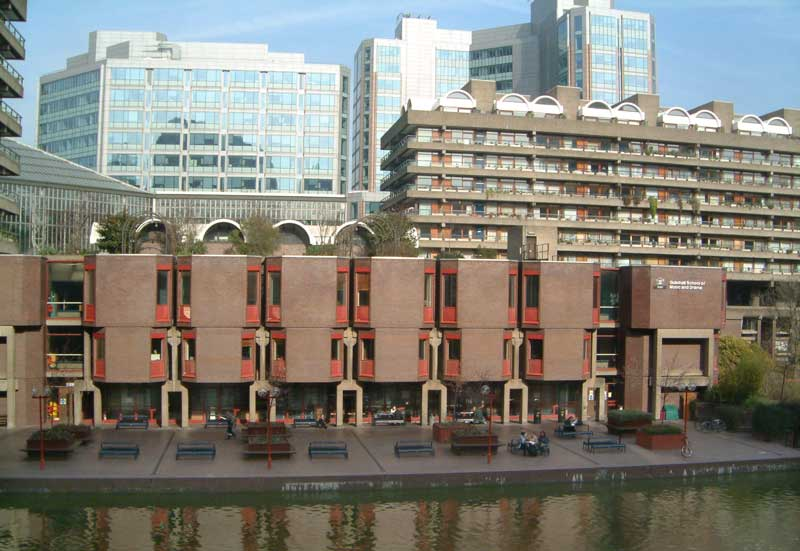
길드홀 음악 연극 학교

길드홀 음악 연극 학교(영어: Guildhall School of Music and Drama 길드홀 스쿨 오브 뮤직 앤 드라마[*])는 영국 런던의 예술학교이다. 1880년에 설립 되었으며 런던 바비칸 센터 내에 위치해 있다. 학교는 클래식 음악과 재즈, 전자 음악 및 뮤직 프로덕션, 드라마 및 제작 예술 전반에 걸친 학부 및 대학원 과정을 제공한다. 길드홀 음악 연극 학교는 2024년 Complete University Guide 와 가디언 영국 대학 순위 음악 부문에서 1위를 기록하였으며, 2024년 QS 세계 대학 순위에서 공연 예술 부문 세계 5위를 기록했다.
길드홀 음악 연극 학교는 Conservatoires UK, 유럽 음악원 협회 및 연극 학교 연맹의 회원이며 또한 바비칸 센터와 런던 심포니 오케스트라와 창의적 동맹을 형성했다. 